# Bukit Pagon
Bukit Pagon là ngọn núi cao nhất ở Brunei.
Bukit Pagon có độ cao 1.850 m (6.070 ft), nằm trên biên giới với Malaysia trên đảo Borneo, và nằm ở quận Temburong của Brunei. Vùng này được tách ra khỏi phần còn lại của Brunei bởi một phần của bang Sarawak của Malaysia.
Các loài cây nắp ấm (Nepenthes lowii) có thể được tìm thấy trên các sườn dốc của ngọn núi này .